# Diablo (серія)
Diablo — серія відеоігор жанру рольового бойовика, що випускається компанією Blizzard Entertainment.

## Ігри серії
- Diablo (1996) — перша гра в серії.
  - Diablo: Hellfire (1997) — доповнення для Diablo, випущене сторонньою фірмою Sierra Entertainment.
- Diablo II (2000) — друга гра серії.
  - Diablo II: Lord of Destruction (2001) — офіційне доповнення для Diablo II.
  - Diablo II: Resurrected (2021) — ремастер Diablo II та доповнення Lord of Destruction.
- Diablo III (2012) — третя гра серії.
  - Diablo III: Reaper of Souls (2014) — офіційне доповнення для Diablo III.
  - Diablo III: Rise of the Necromancer (2017) — офіційне доповнення для Diablo III.
- Diablo: Immortal (2022) — мобільна гра.
- Diablo IV (2023) — четверта гра в серії.

## Світ гри

Diablo II (2000)

### Загальна інформація
Події ігор Diablo розгортаються в світі, що має назву Санктуарій (англ. Sanctuary — Святилище). В цьому всесвіті існує постійне протистояння між вищими силами Небес і силами Пекла. Світ Санктуарію створений ангелами і демонами, які розглядали його як острівець безпеки у вічному конфлікті. Люди були створені за допомогою злиття крові ангелів і демонів. І тому вони і викликали неприйняття як гібриди — Нефалеми. Ангел Інарій бажав знищити їх, але решта ангелів і демонів утримували його від цього. Демониця, іменована Ліліт, яка є коханою Інарія, вбивала інших ангелів і демонів, за що вона була заслана Інарієм. Пізніше Ліліт втекла і майже перетворила людей в свою армію, але була зупинена Улдіссіан Ул Діомедом.

### Камінь світобудови
Спеціальний артефакт — Камінь світобудови був поставлений для того, щоб захищати Санктуарій від проникнення туди ангелів і демонів. Також він придушував чарівні нелюдські спроможності жителів Санктуарію. Камінь світобудови розташовувався в горах варварів на горі Арреат доти, поки одне з Великих втілень зла на ім'я Баал не вирішив захопити його енергію і не дозволити своїм братам повернутися в світ. Але демону завадили безіменні герої, які вбили Баала. Прибулий на місце події архангел Тіраель зазначив, що якщо зараз не зруйнувати камінь, то чари Баала можуть взяти верх над енергією каменя і зруйнував його, відправивши героя в місто. Що зміниться в Санктуарії після руйнування каменю — невідомо до виходутриквела Diablo III.

### Хронологія подій
Відлік в світі Святилища здійснюється за кеджістанським літочисленням. Синім жирним шрифтом виділені дати подій, які відбувалися до початку першої гри. Червоним жирним шрифтом виділені роки подій, що пішли за подіями в місті Тристрамі.
Хронологія основних подій:
- 964
  - Очолювані Азмоданом і Беліалом, нижчі демони здіймають проти трьох Великих втілень зла повстання, яке закінчується Темним кінцем. Діабло, Мефісто і Баал вигнані з Пекла в Санктуарій.
- Прибл. 1004
  - Архангел Тіраель збирає найкращих смертних героїв, щоб заснувати братство Хорадрім. Він передає членам братства Камені душі і наказує відшукати і полонити Великі втілення зла.
- 1009
  - Мефісто полонений в джунглях Кеджістана і поміщений під Закарумом — древнім храмом, навколо якого згодом виростає місто Кураст.
- 1010
  - Баала наздогнали в пустелі неподалік від Лут-Голейна. Тал Раша, лідер братства Хорадрім, жертвує собою, щоб укласти сутність Баала в ушкоджений Камінь душі.
- 1019
  - Групі ченців Хорадріма під проводом Джереда Каїна нарешті вдається полонити Діабло. Ченці закопують Камінь душі Діабло на березі річки Тальсенд в Хандарасі. Над місцем поховання зведений монастир братства з розгалуженою системою катакомб.
- 1025
  - Навколо монастиря Хорадріма будується місто Тристрам.
- Прибл. 1080
  - Монастир приходить в запустіння.
- Прибл. 1100
  - Усі завдання братства Хорадрім опиняються виконаними, воно повільно згасає та відходить в історію.
- 1262
  - Східний правитель Леорік прибуває в Тристрам, проголошує себе його королем і перетворює давно занедбаний монастир Хорадріма в собор Закарі. Радник короля, архієпископ Лазар таємно звільняє Діабло з полону.

Король Леорік чинить опір впливу Діабло, але врешті-решт втрачає розум.
- 1263
  - Збожеволілий король Леорік починає масові арешти і страти всіх, хто йде проти його волі, а також оголошує війну королівству Вестмарш.
  - Діабло викрадає сина Леоріка, принца Альбрехта, і поневолює його душу.
  - Лахданан, капітан армії Леоріка, зазнає поразки у війні проти Вестмарша. Після повернення з походу він змушений вбити Леоріка. Перед смертю повалений монарх накладає прокляття на Лахданана і його прихильників. Під час похорону Леорік повстає з мертвих в образі скелета і нападає на Лахданана.
  - Архієпископ Лазар відводить групу селян в собор і залишає їх на розтерзання кровожерному демону-м'ясникові. Жителі натовпами покидають Тристрам.
  - В Тристрамі з'являється герой-одинак, який перемагає демона-м'ясника.
  - Герой вбиває архієпископа Лазаря і здобуває перемогу над повсталим скелетом короля Леоріка.
  - Герой перемагає Діабло і намагається помістити його сутність всередині себе. Проте найкращі спонукання обертаються катастрофою. Зрештою сутність Діабло бере верх, герой стає Темним мандрівником і покидає Тристрам. Незабаром після його відбуття орди демонів руйнують місто і вбивають всіх його жителів.
- 1264
  - Група шукачів пригод вирушає в похід проти Діабло і його братів. Герої вбивають демонессу Андаріель і вирушають на схід, вслід за Темним мандрівником.
  - Герої знаходять гробницю Тал Раші і, здобувши перемогу над володарем демонів Дюріелем, виявляють, що Баал встиг вирватися з ув'язнення.
  - Перетворення Темного мандрівника в Діабло завершене. Герої вбивають Мефісто в джунглях Кураста.
  - Діабло переможений. Камені душі Діабло і Мефисто знищені в Пекельної кузні.
- 1265
  - Армія Баала насувається на гору Арреат.
  - Гора Арреат стає місцем останнього протистояння між смертними героями і Великих втілень зла. Баал переможений, але його армія продовжує наступ.
  - Архангел Тіраель виявляє, що Камінь світобудови, що зберігається в надрах гори Арреат, осквернений Баалом. Зрозумівши, що цей процес незворотний, Тіраель, згнітивши серце, вирішує знищити камінь. Вибух стирає з лиця землі гору Арреат і прилеглі території разом із залишками армії Баала.